# Anès Beslija
Anès Beslija (Sarajevo, 2 februari 1992) is een Bosnisch-Nederlands voetballer die als middenvelder voor onder andere RBC Roosendaal speelde en ook in het Nederlands zaalvoetbalteam speelt.

## Carrière

### Veldvoetbal
Anès Beslija kwam als vluchteling vanuit Sarajevo naar Nederland, waar hij in de jeugd van Spartaan'20 en RBC Roosendaal speelde. Aan het einde van het seizoen 2010/11 zat hij een paar wedstrijden bij de selectie van het eerste elftal van RBC. Hij debuteerde voor RBC op 15 april 2011, in de met 2-0 verloren uitwedstrijd tegen Fortuna Sittard. Hij speelde in totaal drie wedstrijden voor RBC in de Eerste divisie. Hierna vertrok Beslija naar FC Dordrecht, waar hij een jaar voor Jong FC Dordrecht speelde. Hierna speelde hij nog voor Magreb '90 en RKSV Leonidas. Sinds 2018 speelt hij voor RVV COAL.

#### Statistieken
| Seizoen                     | Club           | Land           | Competitie       | Competitie | Competitie | Beker | Beker | Totaal | Totaal |
| Seizoen                     | Club           | Land           | Competitie       | Wed.       | Dlp.       | Wed.  | Dlp.  | Wed.   | Dlp.   |
| --------------------------- | -------------- | -------------- | ---------------- | ---------- | ---------- | ----- | ----- | ------ | ------ |
| 2010/11                     | RBC Roosendaal | Nederland      | Eerste divisie   | 3          | 0          | 0     | 0     | 3      | 0      |
| 2011/12                     | FC Dordrecht   | Nederland      | Eerste divisie   | 0          | 0          | 0     | 0     | 0      | 0      |
| 2015/16                     | Magreb '90     | Nederland      | Topklasse Zondag | 14         | 0          | 0     | 0     | 14     | 0      |
| Carrièretotaal              | Carrièretotaal | Carrièretotaal | Carrièretotaal   | 17         | 0          | 0     | 0     | 17     | 0      |
| Bijgewerkt op 16 april 2019 |                |                |                  |            |            |       |       |        |        |

### Zaalvoetbal
Anès Beslija speelde in het Nederlandse zaalvoetbal voor JCK/AISO en TPP-Rotterdam, waar hij in 2015 vertrok om bij het Belgische FS Gelko Hasselt te spelen. Hier speelde hij tot 2019. In 2014 debuteerde hij in het Nederlands zaalvoetbalteam, waar hij tot op heden twintig interlands speelde. Hij scoorde zijn eerste doelpunt voor Nederland op 21 september 2015, in de 3-7 gewonnen vriendschappelijke uitwedstrijd tegen Wales.